# Esfenacodòntids
Els esfenacodòntids (Sphenacodontidae) són una família de sinàpsids pelicosaures, carnívors avançats, de diverses mides, que van viure des del Pennsylvanià superior, en el Carbonífer, fins al Permià mitjà. Les formes primitives eren de mida petita (Haptodus, de 60 cm a 1 metre), però des de finals del Permià inferior es van fer progressivament més grans (fins a 3 metres o més), fins a convertir-se en els superpredadors del seu mitjà.
Els fòssils dels esfenacodòntids s'han trobat a Europa i Nord-amèrica.

## Característiques
El crani era llarg, pla i estret, una adaptació per a músculs mandibulars potents. Les dents anteriors eren similars a ganivets, mentre que les mandibulars laterals i posteriors eren molt més petits (d'aquí el nom del gènere millor conegut, Dimetrodon - «dent de dues mesures», no obstant això tots els membres d'aquesta família tenien aquest atribut).
Alguns dels membres més grans i avançats d'aquest grup (uns 3 metres), pertanyents als gèneres Ctenospondylus, Sphenacodon, Secodontosaurus i Dimetrodon, es distingien per tenir una vela dorsal, originada a partir de l'allargament de les apófisis espinoses de les vèrtebres dorsals; la vela estava segurament coberta de pell i vasos sanguinis i, probablement, funcionava com un mecanisme termoregulador. Malgrat tot, la presència d'aquesta aleta sembla no ser essencial per a aquests animals. Per exemple, un dels gèneres, Sphenacodon, no tenia vela, mentre que Dimetrodon, que era un gènere molt relacionat sí en tenia. Aquests dos gèneres es van descobrir a Nou Mèxic i Texas respectivament; al Permià, aquestes dues regions estaven separades per un pas marítim estret, però no és clar perquè en el context d'aquest aïllament geogràfic, va evolucionar una aleta dorsal en un dels grups i en l'altre no.

## Sistemàtica

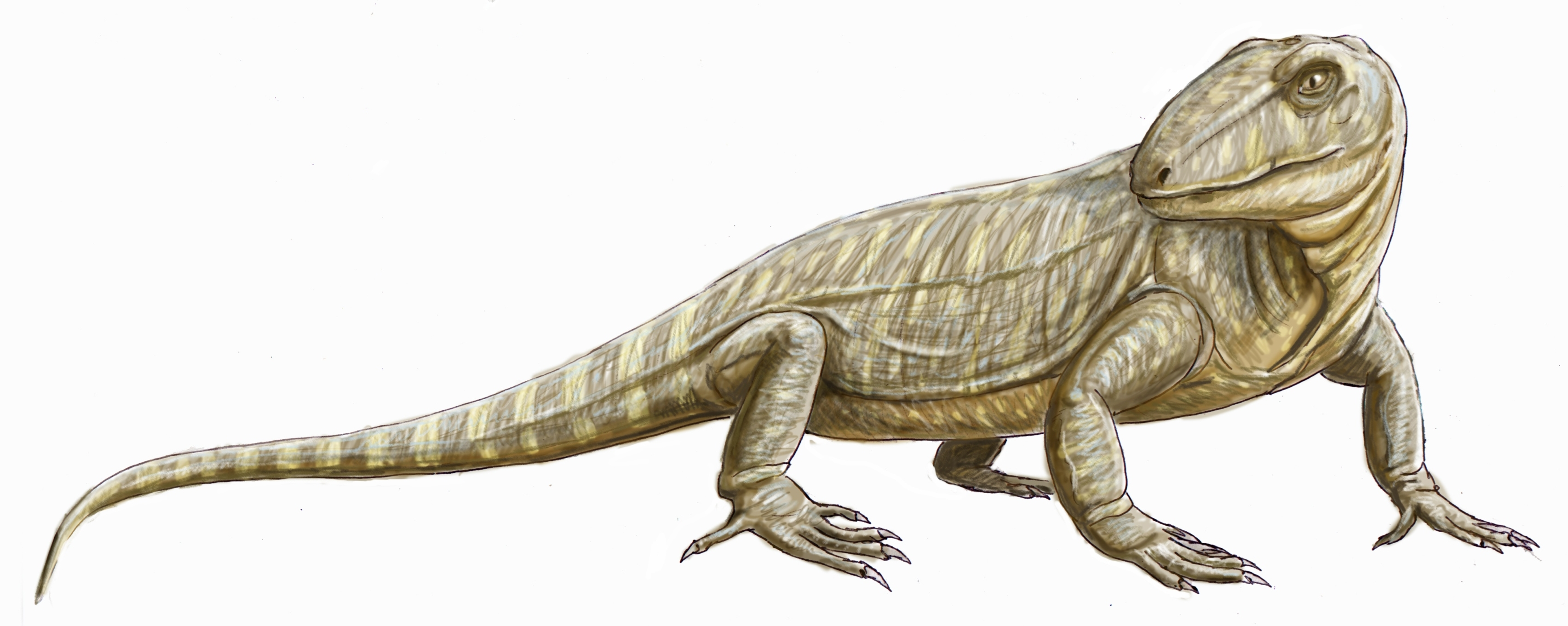
Recreació de Cutleria wilmarthi

La família Sphenacodontidae, tal com es va descriure originalment, és parafilètica, ja que va ser definida sobre la base de característiques compartides amb la resta dels sinàpsids. Els esfenacodòntids són una transició evolutiva entre els sinàpsids primitius i els primers teràpsids.
El clade Sphenacodontia s'usa per designar un grup monofilètic que comprèn els esfenacodòntids i tots els seus descendents (incloent els mamífers), mentre que Sphenacodontidae, en sentit estricte, inclou solament pelicosaures especialitzats, però no els membres més primitius de la família, com Haptodus, Pantelosaurus i Cutleria. El clade Sphenacodontoidea va ser usat per Laurin i Reisz al 1997 per designar l'ancestre comú més recent de Sphenacodontidae i Therapsida i tots els seus descendents, definits per certes característiques del seu crani.